# شو تشو
شو تشو (بالأتشينيزية: 朱旭)‏ هو ممثل صيني (وحمل سابقاً جنسية جمهورية الصين (1912–1949))، ولد في 15 أبريل 1930 في الصين، وتوفي بنفس المكان في 15 سبتمبر 2018 بسبب مرض.

## وصلات خارجية
- شو تشو على موقع IMDb (الإنجليزية)
- شو تشو على موقع قاعدة بيانات الفيلم (الإنجليزية)